# University of Missouri
University of Missouri også kaldet Mizzou, er et universitet i Columbia, Missouri. Universitetet er det ældste offentlige universitetet vest for Mississippifloden i USA. Mizzou, som er det største universitet i delstaten Missouri, har siden 1908 været med i American Association of Universities.
Politikeren James S. Rollins spillede en central rolle ved grundlæggelsen af University of Missouri og stod i spidsen for at få universitetet placeret i Boone County. Han kaldes University of Missouris fader (Father of the University of Missouri).
Blandt tidligere studenter er skuespilleren Kate Capshaw, musikeren Sheryl Crow, astronauten Linda M. Godwin, politikeren Ike Skelton og tegneren Mort Walker. Genetikeren Barbara McClintock fungerede som forsker ved universitetet 1936-1941.